# Magic Knight Rayearth
Pour les articles homonymes, voir Knight.
Magic Knight Rayearth (魔法騎士レイアース, mahōkishi reiāsu) ou Les Chevaliers Magiques du Clair de Terre, est un shōjo manga écrit et dessiné par le studio CLAMP. Prépublié de novembre 1993 à février 1995 dans le magazine Nakayoshi des éditions Kōdansha, il a été compilé en 3 tomes. Une suite, intitulée Magic Knight Rayearth II, a été prépublié de mars 1995 à avril 1996 toujours dans Nakayoshi. La série a été intégralement publiée en français par les éditions Pika.
Le manga a été adapté en un anime entre le 17 octobre 1994 et le 27 novembre 1995 pour un total de 49 épisodes. Une OAV de 3 épisodes, sobrement appelée Rayearth, a également vu le jour en 1997. En juillet 2024, un projet de nouvelle adaptation animée est annoncé.

## Résumé de l'histoire
Lors d'une visite scolaire dans la Tour de Tokyo, Hikaru, Fuu et Umi, collégiennes de quatorze ans, se retrouvent soudainement dans un monde mystérieux appelé Céphiro.
Ce monde de Céphiro, dans lequel tout est déterminé par la volonté, est menacé de destruction. La princesse Émeraude, pilier du monde, a été séquestrée par Zagato, et ne peut plus prier pour la paix de Céphiro.
Utilisant sa magie, la princesse Émeraude a donc appelé d'un autre monde trois personnes, qui devront devenir les légendaires Magic Knights et sauver le monde de la destruction en utilisant les Epées d'Escudo de Presea et les pouvoirs des Dieux-Runes ou demo-robot dans le manga, de gigantesques robots géants dotés d'une vie et d'une conscience propres.

## Les personnages

### Saison 1
- Princesse Émeraude (エメロード姫) : pilier du monde, elle en a fait un lieu de paix. C'est elle qui invoque les 3 jeunes filles dans son monde. Elle est amoureuse de Zagato, ce qui l'empêche de penser uniquement a Céphiro, et invoquera les Magic Knights pour qu'elles la tuent. Elle espère qu'ainsi, les habitants pourront choisir une personne plus adaptée qu'elle-même pour être le Pilier du Monde.
- Hikaru Shidō (獅堂光) : collégienne de quatorze ans aux cheveux roses, paraissant pourtant beaucoup plus jeune. Appelée pour devenir un Magic Knight, sa magie repose sur le feu (光 signifie lumière), et elle est associée à Rayearth. Elle est un peu comme la meneuse de l'équipe et ne baisse jamais les bras. Elle tombera follement amoureuse de Lantis.
- Fuu Hōōji (鳳凰寺風) : jeune blonde également âgée de quatorze ans, sa magie repose sur le vent (風 en japonais). Elle s'associe à Wingdam. Calme et réfléchie, elle est d'un naturel posée et sa magie reflète son désir de protéger ses amies et ceux qui l'entourent. Elle tombera vite amoureuse de Ferio.
- Umi Ryūsaki (龍咲海) : collégienne âgée de 14 ans aux cheveux bleus, tout comme ses camarades, sa magie repose sur l'eau (海 signifie mer en japonais), et elle s'associe à Seles. Sa magie offensive se dévoile lorsqu'elle invoque son pouvoir pour sauver Hikaru. Dans l'anime elle semble aimer Clef (mais celui-ci ne pourra jamais lui rendre son amour), tandis qu'à la fin du manga Ascot lui demandera si elle est amoureuse de quelqu'un, et celle-ci lui répond que non.
- Fyūra (フューラ) : poisson géant volant, c'est une créature invoquée par Clef pour sauver les futures Magic Knights.
- Zagato (ザガート) : grand prêtre de Céphiro. Son amour pour Émeraude la force à se séquestrer et invoquer les Magic Knight. Lui met alors tout en œuvre pour tuer les Magic Knights et vivre pleinement son amour avec Émeraude.
- Clef (クレフ) : Malgré son apparence enfantine, c'est l'Archimage le plus puissant de Cephiro. Magicien de 745 ans, il a reçu de la princesse Émeraude la mission de guider les Magic Knights dans la bataille qui se prépare. On peut penser qu'il aime Umi mais ce n'est pas le cas.
- Alcyone (アルシオーネ) : magicienne, disciple de Clef. Par amour pour Zagato, elle combattra les Magic Knights. Blessée, elle sera achevée par Zagato en personne (dans le manga).
- Presea (プレセア) : meilleure armurière de Céphiro, elle fabriquera les armes légendaires des Magic Knights à partir de l'Escudo, mais dans la version anime, elle mourra peu après. Elle est secrètement amoureuse de Clef.
- Mokona (モコナ) : créature étrange, qui conduit les Magic Knight sur les lieux où dorment les légendaires démons. Dans le manga, on apprend qu'il est le Dieu qui a créé Cephiro et tous les autres mondes, y compris ceux des Magic Knights.
- Ferio (フェリオ) : mystérieux guerrier, il aide les Magic Knights dans la forêt du silence. On apprend par la suite qu'il est le petit frère de la Princesse Emeraude. Il est amoureux de Fuu.
- Ascot (アスコット) : invocateur, il combat pour Zagato qui lui a promis un endroit pour vivre en paix avec ses amis monstres. Il perdra à de nombreuses reprises contre les Magic Knights, mais finalement, il cessera le combat et tombera amoureux de Umi.
- Seles (セレス) : Dragon-démon de l'eau, Dieu-Rune protecteur de Umi.
- Caldina (カルディナ) : danseuse, elle travaille pour Zagato car, dit-elle, il paye bien. On apprend dans la saison 2 qu'elle n'est pas originaire de Cephiro, mais vient en fait de Chizeta. Elle est amoureuse de Lafarga.
- Wingdam (ウィンダム) : Oiseau-démon du vent, Dieu-Rune protecteur de Fuu.
- Lafarga (ラファーガ) : meilleur escrimeur du pays et capitaine de la garde Royale, il est sous le contrôle de Zagato qui a lancé un sort de manipulation. Il est secrètement amoureux de Caldina.
- Rayearth (レイアース) : Lion-démon du feu, Dieu-Rune protecteur d'Hikaru.

### Saison 2
- Lantis : Petit frère de Zagato, il est le seul mage-escrimeur de Cephiro. Encore plus puissant que Lafarga, il possède l'épée magique qui ouvre la Chambre du Pilier (seulement dans l'anime). Il a voyagé pendant de nombreuses années à la recherche d'un système pour remplacer le Pilier de Cephiro, afin de permettre à Zagato et Emeraude de s'aimer librement. Il tombe progressivement amoureux d'Hikaru.
- Primera : Fée sauvée par Lantis, elle le suit partout et est d'une jalousie maladive lorsqu'une autre fille s'approche de lui (surtout Hikaru…). Elle devient petit à petit amie avec Mokona et les Magic Knights en général.
- Sierra : Sœur jumelle de Presea, elle se présente sous l'identité de sa sœur au début de la saison. Ainsi, tout le monde croit que c'est la résurrection de Presea. Elle ne peut pas créer d'armes à partir de l'Escudo, mais elle peut les faire renaître. Elle est amoureuse de Clef, tout comme sa sœur l'était avant elle. Elle n'apparait que dans l'anime.

Autozam
- Eagle Vision : Commandant du Vaisseau de bataille Nsx, c'est le plus grand chef de guerre d'Autozam. Ami de Lantis, il est venu envahir Cephiro, afin de trouver un moyen de sauver son monde. Il pilote une armure mobile type gundam : le FTO.
- Zazu Torque : Mecanicien en chef du Nsx et grand ami de Eagle.
- Geo Metro : Commandant en second du Nsx. Il est très proche de Eagle et l'épaule dans les situations dageureuses. Il pilote l'armure mobile GTO.

Fahren
- Aska de Fahren : Princesse du monde de Fahren, elle est venue envahir Cephiro car elle veut devenir "une princesse belle et cool " en tant que Pilier de Cephiro. Elle deviendra bonne amie avec Fuu après avoir perdu au tir à l'arc contre elle. Elle est secrètement amoureuse de son valet, Sang Yung.
- Sang Yung : Valet d'Aska, il la soutient, malgré les fréquentes sautes d'humeur de la princesse. Il est amoureux d'elle mais a trop peur de le lui dire.
- Chang Yang : Vieillard tuteur de la princesse, il s'exaspère à chaque fois qu'elle utilise ses pouvoirs d'illusion. Il est d'un naturel calme et est très dévoué à sa princesse.

Chizeta
- Tarta : La plus jeune des deux princesses de Chizeta, venues afin d'étendre le territoire de leur monde minuscule. C'est une grande combattante qui a un grand sens de l'honneur. Elle s'emporte souvent devant l'insouciance de sa sœur aînée, Tatra. Elle deviendra une grande amie de Umi après que cette dernière les aura vaincues, sa sœur et elle, dans un duel à l'épée.
- Tatra : L'aînée des princesses de Chizeta est une jeune fille généralement naïve et calme. Elle demeure néanmoins la meilleure guerrière de son monde, invaincue à ce jour. Elle sera battue par Umi et décidera de ne plus envahir Cephiro. Elle aime prendre le thé et reprendre sa sœur lorsqu'elle emploie un langage trop vulgaire.

Ténébres (seulement dans l'anime)
- Debonair : Maîtresse des ténèbres, créée par le désespoir et la terreur des habitants de Cephiro. Elle habite le château du monde parallèle à celui de Cephiro. Elle est considérée comme une mère par Nova et veut tuer les Magic Knights, principalement Hikaru.
- Nova : Côté ténébreux d'Hikaru, elle est issue du désespoir tapi au fond du cœur de cette dernière. Elle possède la puissance du Feu (tout comme Hikaru) et contrôle le Dieu-Rune Regalia. Elle veut à tout prix tuer tous ceux qu'Hikaru chérit afin d'être sa seule amie et de la tuer ensuite. De nature infantile, Nova finira par se repentir et retournera dans le cœur d'Hikaru.

## Adaptation animée
En France, la série animée de 49 épisodes a été acquise par IDP Home Video Music en 2004. En 2006, l'éditeur a sorti une version collector de la série en réalisant au passage une version doublée en français de l'anime, effectuée chez les studios Midisync.

### Doublages
| Série Animée       | Japonais                          | Français            |
| ------------------ | --------------------------------- | ------------------- |
| Hikaru Shido       | Hekiru Shiina                     | Nathalie Hugo       |
| Fuu Hooji          | Hiroko Kasahara                   | Claire Tefnin       |
| Umi Ryuzaki        | Konami Yoshida                    | Julie Basecqz       |
| Mokona             | Yuri Shiratori                    | Nathalie Hugo       |
| Princesse Emeraude | Megumi Ogata                      | Hélène Couvert      |
| Zagato             | Juurouta Kosugi                   | Lionel Bourguet     |
| Clef               | Nozomu Sasaki                     | Grégory Praet       |
| Présea/Sierra      | Emi Shinohara                     | Béatrice Wegnez     |
| Fério              | Takumi Yamazaki                   | Olivier Cuvellier   |
| Alcyone            | Yuri Amano                        | Célia Torrens       |
| Ascot              | Minami Takayama                   | Stéphane Excoffier  |
| Caldina            | Emi Shinohara                     | Marcha Van Boven    |
| Rafaga             | Yukimasa Kishino                  | Olivier Cuvellier   |
| Innova             | Ryotaro Okiayu                    | Alexandre Crépet    |
| Ceres              | Tesshō Genda                      | Lionel Bourguet     |
| Windom             | Akio Ōtsuka                       |                     |
| Rayearth           | Hideyuki Tanaka                   |                     |
| Lantis             | Juurouta Kosugi                   | Christophe Hespel   |
| Debonnair          | Atsuko Takahata                   | Micheline Tziamalis |
| Nova               | Miki Itou                         | Monika Lawinska     |
| Eagle              | Megumi Ogata                      | Benoît DuPac        |
| Geo                | Kiyoyuki Yanada                   | Jean-Marc Delhausse |
| Zazu               | Jun'ichi Kanemaru                 | Alexandre Crépet    |
| Tarta              | Aya Hisakawa                      | Sophie Servais      |
| Tatra              | Kikuko Inoue                      | Sophie Servais      |
| Aska               | Chinami Nishimura                 | Véronique Fyon      |
| Sang Yung          | Satomi Koorogi                    | Jean-Paul Clerbois  |
| Chang Ang          | Kōhei Miyauchi et Takkou Ishimori | Philippe Résimont   |
| Primera            | Yuri Shiratori                    | Stéphane Flamand    |
| Mira               | Yuka Imai                         | Delphine Moriau     |